# Олександра Мариніна
Олександра Мариніна (справжнє ім'я Марина Анатоліївна Алєксєєва) (нар. 16 червня 1957, Львів, УРСР)  (рос. Мари́на Анато́льевна Алексе́ева) — російська письменниця, авторка великої кількості творів детективного жанру.

## Псевдонім, як товарний знак
Марина Алєксєєва зареєструвала свій літературний псевдонім, поряд з товарними знаками «Каменська» та «Настя Каменська» у грудні 2003 року.
Як розповіла пресі Олександра Марініна, вона це зробила винятково задля захисту від недобросовісного використання її псевдоніма, а не для розширення сфери його використання.
|  | Парфумів «Настя Каменська» або магазин одягу для ділових жінок «Каменська» ніколи не з'явиться на світ. |

## Життєпис
Марина Анатоліївна Алєксєєва народилася 16 червня 1957 року у Львові. До 1971 жила в Ленінграді, з 1971 — в Москві. Навчалася в англійській спеціалізованій школі (в Ленінграді — № 183, в Москві — № 17 і № 9), в Ленінградській музичній школі ім. Римського-Корсакова.
В 1979 закінчила юридичний факультет МДУ ім. М. Ломоносова і отримала призначення в Академію МВС СРСР. Службову кар'єру почала з посади лаборанта, в 1980 році її призначено на посаду наукового співробітника та присвоєно звання лейтенанта міліції. Марина Алєксєєва займалася вивченням особистості злочинця з аномаліями психіки, а також злочинця, який вчинив повторні насильницькі злочини. В 1986 захистила кандидатську дисертацію за темою: «Особистість засудженого за насильницькі злочини і попередження спеціального рецидиву».
З 1987 займалася аналізом і прогнозуванням злочинності. Має більше 30 наукових праць, зокрема монографію «Злочинність та її попередження в Москві», видану міжрегіональним інститутом ООН з проблем злочинності та правосуддя (ЮНІКРІ).
З 1994 працювала заступником начальника і головним редактором науково-дослідного та редакційно-видавничого відділу Московського юридичного інституту МВС Росії (до перейменування — Московський університет МВС Росії в 2002 році).
У лютому 1998 пішла у відставку в званні підполковника міліції.
Чоловік — полковник міліції Сергій Заточний.

## Творча діяльність

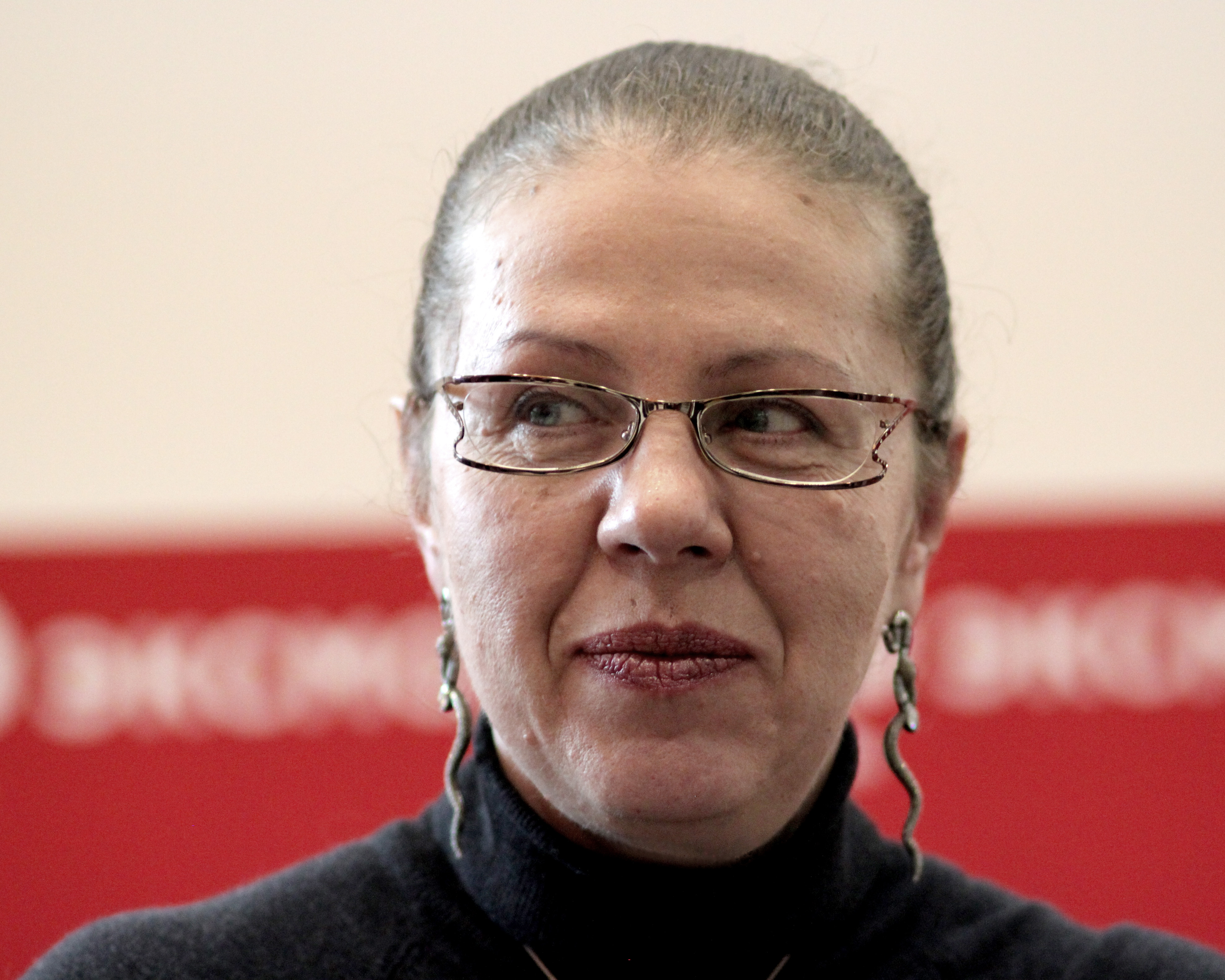
Олександра Марініна, 2010

В 1991 спільно з колегою Олександром Горкіним написала детективну повість «Шестикрилий Серафим», яку опублікував журнал «Міліція» восени 1992. Повість була підписана псевдонімом Олександра Марініна , який складався з імен авторів.
У грудні 1992 після публікації «Шестикрилого Серафима» Марініна вирішила спробувати написати детективну повість самостійно. «Збіг обставин», де вперше з'явилася постійна героїня Анастасія Каменська, було написано в грудні 1992 — січні 1993 року та опубліковано в журналі «Міліція» восени 1993. Протягом 1993-1994 авторка написала повісті «Гра на чужому полі» та «Вкрадений сон».
У січні 1995 до Марініної звернулося видавництво «ЕКСМО» з пропозицією видавати її твори в серії «Чорна кішка». Перша книга, видана «ЕКСМО», з'явилася в квітні 1995, в ній були опубліковані повісті «Шестикрилий Серафим» і «Вбивця мимоволі». Після цієї книги права на повість «Шестикрилий Серафим» нікому не передавалися, і автор виступає категорично проти її подальшої публікації.
В 1995 Олександрі Марініній присуджена премія МВС Росії за найкращий твір про роботу російської міліції (за книги «Смерть заради смерті» і «Гра на чужому полі»). В 1998 на Московському міжнародному книжковому ярмарку Марініну визнали «Письменником року» як автора, книг якого в 1997 році було продано найбільше. В 1998 Марініна стала лауреатом премії журналу «Огонёк» у номінації «Успіх року».
Перший контракт із зарубіжними видавцями був укладений Марініною в 1997. Протягом останніх трьох років книги Олександри Марініної видавалися більш ніж 20 мовами.
Романи Олександри Марініної почали екранізувати в 1999. Компанія «Рекун-фільм» створила телевізійний серіал «Каменська» за вісьмома романами авторки, який демонструвався по національному російському телебаченню, а також в Латвії, Україні, Німеччині, Франції. В 2001 таж сама компанія випустила в світ продовження серіалу «Каменська 2» за чотирма наступними романами авторки.
Після двох років тиші, в серпні 2009 року, майстриня гостросюжетної прози випустила книгу «Добрі наміри», яка стала першою з циклу романів «Погляд з вічності» (сімейна сага).
У 2005 році Олександра Марініна стала лауреатом Національної премії громадського визнання досягнень жінок «Олімпія» Російської Академії бізнесу та підприємництва.
У 2010 році детектив «Пекло» став лауреатом премії «Електронна буква» у номінації «Найкращий прозовий твір».